# 난센 국제 난민 사무소
 난센국제난민사무국(영어: Nansen International Office for Refugees, 프랑스어: Office international Nansen pour les réfugiés)는 1930년부터 1939년까지 존속된 국제연맹 산하의 난민 전문 기구로, 1938년 노벨 평화상을 수상했다.
1930년 국제연맹 난민 고등 판무관을 지낸 프리드쇼프 난센이 사망한 이후 그의 업적을 계승하는 차원에서 설립되었으며 국적이 없는 난민들을 대상으로 하는 난센 여권 발행 사업을 진행했다.

## 같이 보기
- 난센 여권